# Sope

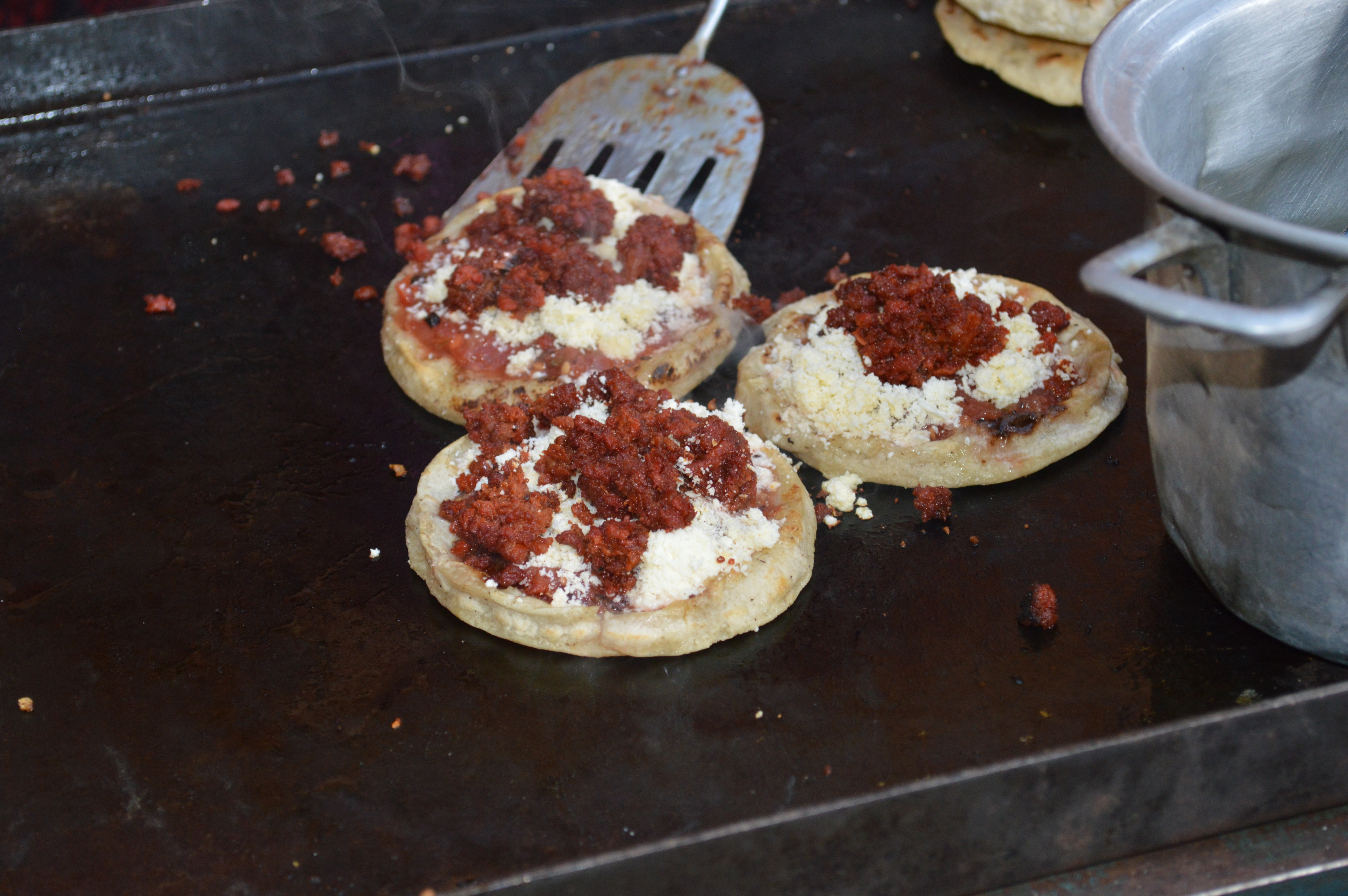
Sopes in fase di cottura

La sope o sopito è un piatto tradizionale del Nord del Messico.
La base è costituita da una tortilla di mais più spessa del normale, in genere fritta con burro, sopra la quale vengono aggiunti i vari ingredienti, come i fagioli, la carne, formaggio, verdura e le salse piccanti. Le sopes sono probabilmente il piatto più comune in Messico dopo i tacos.